# Universidad de Namur
La Universidad de Namur (en francés: Université de Namur), antiguamente llamada Facultades Universitarias Notre Dame de la Paix, es una institución universitaria con sede en la ciudad de Namur, Bélgica. Posee seis facultades: Filosofía y Letras, Derecho, Ciencias Económicas, Informática, Medicina y Ciencias y ofrece formación en 21 disciplinas diferentes. Si sus investigaciones en informática y biología poseen reconocimiento internacional, su pedagogía y la calidad de la enseñanza impartida es también reputada dentro del mundo francófono europeo.
Las "F.U.N.D.P" o "Facultés" como se les conoce popularmente, nacieron de un colegio fundado por la Compañía de Jesús en la década de 1830. Durante la segunda mitad del siglo XX la institución vivió un acelerado proceso de crecimiento. La institución continúa bajo la regencia de los Jesuitas.
Con el advenimiento del siglo XXI, la F.U.N.D.P. ha comenzado un proceso de asociación institucional a la Universidad Católica de Lovaina, para lo cual el primer paso ha sido su integración en una sola academia, bajo el nombre de "Academia Lovaina" (Académie Louvain).